# Fullformatssensor
Fullformatssensor avser i fotografiska sammanhang en bildsensor som har samma storlek som ett småbildsnegativ, 24 × 36 mm. Fullformatssensorer förekommer främst i digitala systemkameror och termen fullformatskamera används där för att skilja dem från kameror med mindre sensorer, ofta kallade APS-C-kameror.